# Grönkremla
Grönkremla (Russula aeruginea) är en svampart som beskrevs av Fr. 1863. Grönkremla ingår i släktet kremlor och familjen kremlor och riskor.  Arten är reproducerande i Sverige. Inga underarter finns listade i Catalogue of Life.
Svampen kan lätt förväxlas med den mycket giftiga arten lömsk flugsvamp.

## Galleri

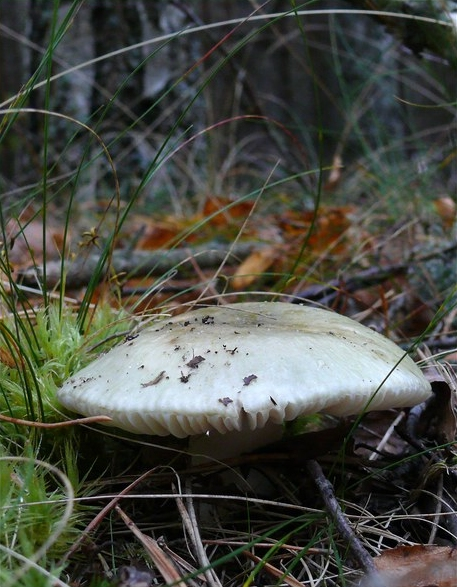
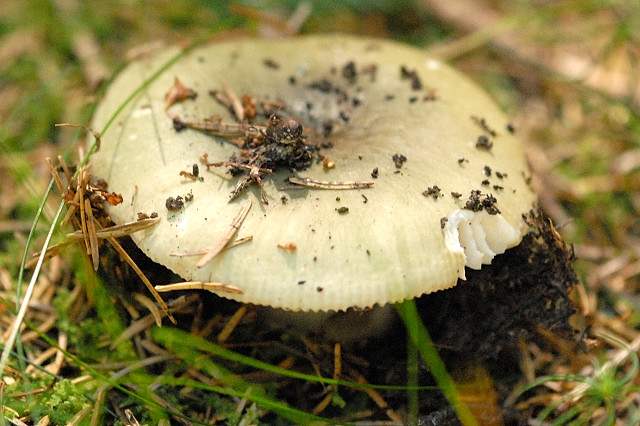
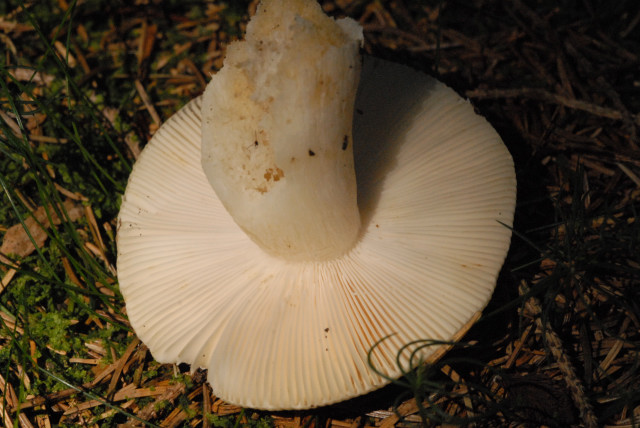
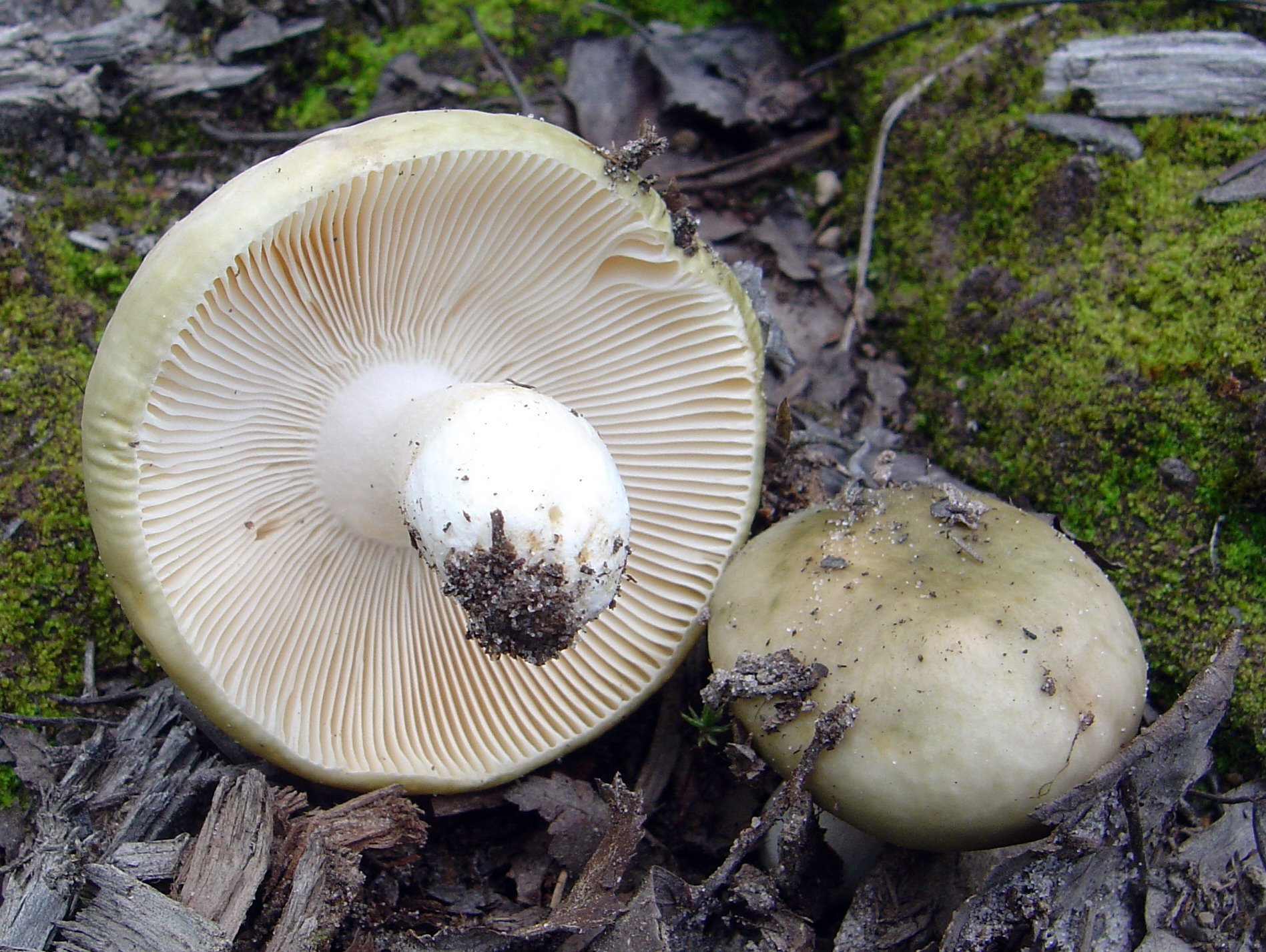